# Hirokatsu Hashimoto
Hirokatsu Hashimoto (jap. 橋本 博且, Hashimoto Hirokatsu; * 18. Dezember 1985 in der Präfektur Kumamoto) ist ein japanischer Badmintonspieler.

## Karriere
Hirokatsu Hashimoto siegte 2009 erstmals bei den japanischen Einzelmeisterschaften im Herrendoppel mit Noriyasu Hirata. 2010 konnten beide diesen Titel verteidigen. Bei den New Zealand Open 2009 wurden sie Zweite, bei den Dutch Open 2010 Erste. Mit dem japanischen Herrenteam gewann Hashimoto im Thomas Cup 2010 Bronze.
Im Mixed spielte er mit Mizuki Fujii, mit der er an den Asienspielen und der Weltmeisterschaft 2010 teilnahm, sowie den 2. Platz bei den Australia Open 2011 erreichte.

## Sportliche Erfolge
| Saison | Veranstaltung                | Disziplin    | Platz | Name                                  |
| ------ | ---------------------------- | ------------ | ----- | ------------------------------------- |
| 2009   | Japan: Einzelmeisterschaften | Herrendoppel | 1     | Noriyasu Hirata / Hirokatsu Hashimoto |
| 2009   | New Zealand Open             | Herrendoppel | 2     | Noriyasu Hirata / Hirokatsu Hashimoto |
| 2010   | Asienspiele                  | Herrendoppel | 5     | Noriyasu Hirata / Hirokatsu Hashimoto |
| 2010   | Asienspiele                  | Mixed        | 9     | Hirokatsu Hashimoto / Mizuki Fujii    |
| 2010   | Asienmeisterschaft           | Mixed        | 5     | Hirokatsu Hashimoto / Mizuki Fujii    |
| 2010   | Weltmeisterschaft            | Herrendoppel | 9     | Noriyasu Hirata / Hirokatsu Hashimoto |
| 2010   | Weltmeisterschaft            | Mixed        | 17    | Hirokatsu Hashimoto / Mizuki Fujii    |
| 2010   | Osaka International          | Herrendoppel | 1     | Noriyasu Hirata / Hirokatsu Hashimoto |
| 2010   | Japan: Einzelmeisterschaften | Herrendoppel | 1     | Noriyasu Hirata / Hirokatsu Hashimoto |
| 2010   | Dutch Open                   | Herrendoppel | 1     | Noriyasu Hirata / Hirokatsu Hashimoto |
| 2010   | Thomas Cup                   | Herrenteam   | 3     | Japan                                 |
| 2011   | Australia Open               | Mixed        | 2     | Hirokatsu Hashimoto / Mizuki Fujii    |